# جوهر بن ماهر الدين
جوهر بن ماهر الدين (الملايوية: جوهر بن ماهرالدين)، أطول رئيس وزراء لولاية صباح الماليزية خدمة في تاريخ الولاية، حيث شغل المنصب لمدة 14 عامًا، ومستشار جامعة صباح الماليزية، وعضو مؤسس في المنظمة الوطنية الماليزية المتحدة في صباح.

## نشأته
وُلِد جوهر في جزيرة تامبيسان، قبالة سواحل مقاطعة سانداكان في صباح عام 1953 لعائلة سياسية. كان والده ماهر الدين حسين عضوًا في منظمة صباح الوطنية المتحدة.
حصل على درجة البكالوريوس في القانون من كلية وولفرهامبتون للفنون التطبيقية في عام 1977 وتم استدعاؤه إلى نقابة المحامين في لنكولن إن في عام 1980. شغل منصب قاضي من الدرجة الأولى من عام 1981 إلى عام 1982 ومارس مهنة المحاماة بشكل خاص من عام 1982 إلى عام 1985.

## مسيرته السياسية
انضم جوهر إلى حزب USNO، وهو حزب مكون من الجبهة الوطنية في ذلك الوقت، وشارك في حملة انتخابية دون جدوى مرتين، قبل انتخابه لعضوية مجلس النواب عن منطقة كيناباتانجان في أكتوبر 1990. عين نائباً لرئيس مجلس النواب عند توليه منصبه في البرلمان، وظل عضواً في البرلمان طيلة فترة ولايته.
أدى اليمين الدستورية في 1 يناير 2011. وأدى اليمين الدستورية مرة أخرى لفترة ولايته الثانية في اليوم الأول من عام 2015.  في عام 2018، أعيد تعيينه مرة أخرى في منصب يانغ دي بيرتوا نيجيري لولاية ثالثة.
في 23 ديسمبر 2022، عين حاكمًا لولاية صباح لفترة ولايته الرابعة من 1 يناير 2023 إلى 31 ديسمبر 2024 لمدة عامين. في 1 يناير 2023، نُصِّب رسميًا.